# انزو كوبيني
انزو كوبيني (بالإيطالية: Enzo Coppini)‏ مواليد 18 أبريل 1920 في إيطاليا - الوفاة 29 يوليو 2011 في براتو، كان دراج إيطالي.

## روابط خارجية
- انزو كوبيني على موقع أرشيف الدراجات (الإنجليزية)
- انزو كوبيني على موقع إحصائيات الدراجات الإحترافية (الإنجليزية)